# كوينتليون
كوينتليون هو عدد يساوي مليون تريليون ويدعى باللغة العربية وَلف.
يكتب كوينتليون كما يلي: 000 000 000 000 000 000 1 (واحد عن يمينه ثمانية عشر صفرا) 10^18.

## استخدامات
- تتشكل حبة ملح الطعام الواحدة مما يقرب من كوينتليون جزيء من كلوريد الصوديوم.
- وإكسافلوب هو واحد كوينتليون (10^18) فلوب (مليون تيرا فلوب).
- أتوثانية هي وحدة زمنية تخضع لنظام الوحدات الدولي وتعادل 10^18 من الثانية، (واحد كوينتليون من الثانية).[2]